# Bengt Ljungqvist
Bengt Erik Gunnarsson Ljungqvist, född 13 augusti 1937 i Bromma församling i Stockholms stad, död 15 augusti 2023, var en svensk advokat, hovauditör och ordförande i Sveriges advokatsamfund.

## Biografi
Ljungqvist var hovauditör åren 1995–2008. Under 2001–2010 var ordförande i Sällskapet. Han var också kommunalpolitiskt aktiv i Danderyds kommun och var bland annat kommunfullmäktiges ordförande.

## Utmärkelser
H.M. Konungens medalj i 8:e storleken i serafimerordens band, 2001

## Familj
Bengt Ljungqvist var son till Gunnar Ljungqvist, bror till medicinprofessorn och idrottsledaren Arne Ljungqvist samt sonson till kontraktsprosten Erik G. Ljungqvist.